# Лорка (тайфа)
Тайфа Лорка (исп. Taifa de Lorca) — средневековое мусульманское государство на юго-востоке современной Испании, существовавшее в течение двух временных интервалов: 1042 — 1091 годах и 1228 — 1250 годах. Затем Лорка была поглощена тайфой Мурсией.

## История
Тайфа Лорка образовалась в 1042 году, после отделения от тайфы Валенсии. Первым эмиром Лорки был Ман ибн Сумади из клана Бану Сумади. Во время своего правления он вёл борьбу с правителем Альмерии и смог раширить свою власть на города Хаэн и База. В 1051 году власть в Лорке захватил некий ибн Катиб из клана Бану Лаббун. Под властью эмиров из этого клана тайфа находилась вплоть до 1091 года, когда она была завоёвана марокканской династией Альморавидов. В середине XII века после ухода Альморавидов из Испании Лорка входила в состав тайфы Валенсии. Некоторое время спустя эта территория была завоёвана Альмохадами.
В начале второй четверти XIII века, после падения Альмохадов в Испании, многие тайфы восстановили свою независимость. В их числе была и Лорка. Второй период её существования продолжался с 1228 до 1250 года, когда она была поглощена более сильной тайфой Мурсией.

## Список правителей
Бану Сумади
- Ман ибн Сумади: 1042—1051

Бану Лаббун
- Ибн Катиб: 1051—?
- Абу Мухаммед Абдаллах ибн Лаббун: ?
- Абу Аяс ибн Лаббун: ?
- Абу аль-Асбах ибн Лаббун Сад ад-Давла: ?—1091
- Тайфа под контролем Альморавидов: 1091—1145

Бану Ахли
- Абу Абдаллах Мухаммед ибн Али ибн Ахли: 1228—1244
- Али ибн Абу Абдаллах ибн Али ибн Ахли: с 1244